# Retrospektive Studie
| Kategorien von patientenorientierten Studien |
| --- |
| - beobachtende oder experimentelle Studie - Längsschnitt- oder Querschnittstudie - prospektive oder retrospektive Studie - kontrollierte oder unkontrollierte Studie |

Retrospektive Studie (lateinisch retrospectare ‚zurückblicken‘) ist ein Begriff aus der klinischen Forschung. Es handelt sich dabei um eine Studie aus der Hauptgruppe der Beobachtungsstudien und der dortigen Untergruppe der Längsschnittstudien. Hier wird eine Studie dann als retrospektiv bezeichnet, wenn die Datenerhebung schon vor Beginn der Studie stattgefunden hat. Im Gegensatz dazu werden bei einer prospektiven Studie die Daten nach Beginn der Studie eigens für diese Studie neu erhoben.
Das gemeinsame Ziel dieser beiden Arten von Längsschnittstudien ist die Beschreibung eines möglichen statistischen Zusammenhangs zwischen bestimmten Einflüssen – wie etwa genetischen Abweichungen, Schadstoffen, Lebensgewohnheiten, Medikamenten oder medizinischen Behandlungen – auf der einen Seite und bestimmten, danach aufgetretenen, gesundheitlichen Veränderungen, wie Erkrankung, Besserung, oder Gesundung auf der anderen Seite.
Im Zuge der inzwischen weit verbreiteten Entstehung von sehr umfangreichen digitalisierten medizinischen Datenbanken, insbesondere auch von (anonymisierten) Patientendaten, hat die Leistungsfähigkeit und daher die Bedeutung von retrospektiven Studien stark zugenommen.

## Geschichte
Retrospektive Studien haben eine nahezu gleich lange Geschichte wie prospektive. Ein frühes Beispiel ist eine Untersuchung von 1933 mit Hilfe der Daten von 132 Familien einer Kleinstadt in Tennessee/USA, bei der ein Zusammenhang zwischen Lungentuberkulose und Familienkontakten in Abhängigkeit von Altersklassen beschrieben wurde.

## Haupttypen retrospektiver Studien
Neben den nachfolgend beschriebenen drei Haupttypen retrospektiver Studien gibt es auch Kombinationen derselben, deren Erschließung im konkreten Fall in der Regel anhand der Kenntnis der Haupttypen möglich ist.

### Fall-Kontroll-Studie
Fall-Kontroll-Studien (case–control studies) werden wie folgt durchgeführt. Man wählt Probanden aus, bei denen das zu untersuchende Ereignis, etwa eine bestimmte Krankheit oder gesundheitliche Störung vorliegt (Fall-Gruppe). Zusätzlich wird eine Vergleichsgruppe von Probanden gewählt, bei denen dieses Ereignis nicht vorliegt (Kontroll-Gruppe). Dabei ist zu beachten, dass diese bei wichtigen Eigenschaften, wie etwa Alter und Geschlecht, denen der Fall-Gruppe entsprechen sollte. Dies wird als Matching bezeichnet. Anschließend werden die Probanden daraufhin untersucht und/oder befragt, ob und wie stark sie möglichen ursächlichen Faktoren ausgesetzt waren. Mit Hilfe statistischer Methoden wird anschließend analysiert, ob diese Faktoren in der Fall-Gruppe eventuell häufiger oder seltener als in der Kontroll-Gruppe auftraten. Gibt es statistisch signifikante Unterschiede, so lassen sich daraus möglicherweise wichtige Hypothesen zu den Ursachen der Krankheit oder der gesundheitlichen Störung entwickeln – etwa bezüglich der Auswirkungen von bestimmten Umweltgiften oder von bestimmten Ernährungs- und Lebensgewohnheiten.

### Retrospektive Kohortenstudie
Im Gegensatz zur Fall-Kontroll-Studie wird in der retrospektiven Kohortenstudie von einem möglichen Faktor ausgegangen – etwa einer bestimmten medizinischen Behandlung. Aus den Patientenakten der untersuchten Gruppe (Kohorte) wird dann herausgefiltert, ob bestimmte erwünschte – oder auch unerwünschte – Veränderungen (Ereignisse) nach einem oder mehreren Zeitabschnitten verzeichnet sind. Derartige Veränderungen in der Zeit, sofern sie innerhalb der Kohorte statistisch signifikant sind, und auch Nichtveränderungen sind geeignet, grundlegende Hypothesen zu Wirkungen und Nebenwirkungen von Behandlungen entweder zu bekräftigen oder zu entkräften. Auch können sie Anstoß zur Entwicklung neuer Hypothesen sein.

### Eingebettete Fall-Kontroll-Studie
Bei eingebetteten Fall-Kontroll-Studien (nested case–control studies) sind sowohl die Fall-Gruppe als auch die Kontroll-Gruppe Teilmengen einer meist sehr großen Kohorte. Der gemeinsame Ursprung in einer Kohorte garantiert bereits eine grobe Ähnlichkeit (Vergleichbarkeit) von Fall- und Kontrollgruppe. In der Regel wird dieses grobe Matching noch verfeinert durch genaue Entsprechungen nach Alter, Geschlecht etc. Auch ist es üblich, zum Zwecke einer weiter verbesserten Entsprechung der Gruppen für jede Person der Fall-Gruppe mehrere – z. B. vier – gleichartige (matched) Personen in die Kontrollgruppe aufzunehmen. Die Ergebnisse dieses dritten Haupttyps der retrospektiven Studien gelten als besonders zuverlässig und haben seit der explosionsartigen Zunahme von sehr großen digitalisierten medizinischen Datenbanken stark an Bedeutung gewonnen.

## Bedeutung für genetische Studien
Retrospektive Studien vom Typ Fall-Kontroll-Studie sind die Grundlage der meisten Untersuchungen zu möglichen genetischen Einflüssen bei der Entstehung von Krankheiten und gesundheitlichen Störungen, sowie zum Zusammenwirken von Erbanlagen und Umwelt (Gen-Umwelt-Interaktion). Die wichtigsten Verfahren hierbei sind genomweite Assoziationsstudien und die epidemiologische Beschreibung von Kopienzahlvariationen (copy number variations, CNV) im menschlichen Erbgut.

## Vorteile retrospektiver Studien
- Geeignet bei seltenen Vorkommnissen: Zur Erfassung und Aufklärung seltener, aber gefährlicher, Nebenwirkungen von Medikamenten oder Behandlungen sind sehr große Datenbanken notwendig, und retrospektive Studien sind in der Regel die beste oder gar die einzige Möglichkeit, hier zu Ergebnissen zu gelangen.[5]
- Geeignet bei schädlichen Einflüssen: Mögliche Risiken von Umweltgiften oder bislang übersehenen Schadstoffen in Nahrungs- und Genussmitteln lassen sich nur durch retrospektive Studien erfassen, da eine gezielte Verabreichung solcher Substanzen nicht vertretbar ist.[8]
- Unbeeinflusste Datenerhebung: In der Regel wurden die Daten erhoben und aufgezeichnet, ohne dass eine spätere zusätzliche Nutzung durch eine retrospektive Studie bekannt war. Eine direkte oder indirekte Beeinflussung der Datenerhebung durch Ziele der späteren Nutzung kann deshalb in den Fällen ausgeschlossen werden.
- Unmittelbare und schnelle Durchführbarkeit: Zum Zeitpunkt des Beginns der Studie sind bereits alle zu verwendenden Daten erhoben und aufgezeichnet.
- Geringe Kosten: Erhebung und Aufzeichnung der Daten sind zu Beginn der Studie in der Regel im Rahmen anderer (früherer) Projekte oder Behandlungen bereits abgerechnet. Eine nachträgliche Kostenbeteiligung wegen erneuter Nutzung der Daten ist nicht üblich.
- Einschaltung von Ethikkommissionen entfällt: Die sonst übliche Beantragung einer Genehmigung der Studie durch eine Ethikkommission entfällt, da deren Aufgabenbereiche nicht berührt werden. Die zu verwendenden Daten sind bereits aufgezeichnet, und es muss nur ihr anonymisierter Gebrauch gewährleistet werden.[9]

## Nachteile retrospektiver Studien
- Wie alle Beobachtungsstudien können retrospektive Studien mögliche Kausalzusammenhänge zwar – zum Teil zwingend – nahelegen, jedoch nicht endgültig nachweisen.[5][4]
- Im Vergleich zu randomisierten kontrollierten Studien wird mit Hilfe von Beobachtungsstudien zwar gewöhnlich die Richtung von Ursache und Wirkung richtig bestimmt, jedoch die Größe der Behandlungseffekte oft überschätzt.[5]
- Unerwünschte Nebenwirkungen von Behandlungen werden im Vergleich zu randomisierten kontrollierten Studien eher unterschätzt.[5]
- Mögliche zusätzliche, störende Faktoren (Confounders) sind im ausgewerteten Datenmaterial oft unzureichend aufgezeichnet oder fehlen ganz.[4]
- Da man auf die Erinnerung des Patienten und alte Unterlagen angewiesen ist, sind solche Studien anfällig für Fehler. Hat der Patient vielleicht einfach ein ursächliches Ereignis vergessen, oder die Reihenfolge durcheinandergebracht? So vergessen Patienten etwas, das sie nicht in einen ursächlichen Zusammenhang mit ihrer Erkrankung bringen, eher oder erinnern sich nicht so gut daran (Recall Bias).[4]
- Im Vergleich zu randomisierten kontrollierten Studien wird die Gruppe der behandelten Personen nicht nach dem Zufallsprinzip zusammengestellt, wodurch die Ergebnisse in einer nicht repräsentativen Richtung gelenkt sein können (Stichprobenverzerrung).[4]

In einer breit angelegten Cochrane-Übersichtsstudie von 2014 wurde die Zuverlässigkeit von Beobachtungsstudien mit der von randomisierten kontrollierten Studien verglichen. Die Unterschiede waren so unbedeutend, dass die Autoren empfahlen, bei der Bewertung von Studien die besonderen Umstände jeder einzelnen Studie genau zu beachten, statt sich an Pauschalurteilen zu Studientypen zu orientieren.